# Quân đội Đế quốc La Mã Thần thánh
Quân đội Đế quốc La Mã Thần thánh (tiếng Đức: Reichsarmee, Reichsheer hay Reichsarmatur; tiếng Latinh: exercitus imperii) được thành lập vào năm 1422 cho đến khi bị giải thể năm 1806 cùng sự tan rã của đế chế. Đây không phải là một đội quân thường trực sẵn sàng chiến đấu, khi có nguy hiểm, quân đội sẽ được động viên từ các quốc gia thành viên để tiến hành chiến dịch quân sự (Reichsheerfahrt) trong các cuộc chiến tranh Đế quốc (Reichskrieg) hay các cuộc thanh trừng Đế quốc (Reichsexekution). Trên thực tế, các đơn vị khác nhau của Đế chế thường trung thành với địa phương nhiều hơn là chính quyền trung ương.

## Thành phần
| Vùng đế chế                        | Kỵ binh | Bộ binh |
| ---------------------------------- | ------- | ------- |
| Vùng đế chế Áo                     | 2,522   | 5,507   |
| Vùng đế chế Burgundian             | 1,321   | 2,708   |
| Vùng đế chế Electoral Rhenish      | 600     | 2,707   |
| Vùng đế chế Franken                | 980     | 1,902   |
| Vùng đế chế Bayern                 | 800     | 1,494   |
| Vùng đế chế Swabia                 | 1,321   | 2,707   |
| Vùng đế chế Thượng Rhenish         | 491     | 2,853   |
| Vùng đế chế Hạ Rhenish–Westphalian | 1,321   | 2,708   |
| Vùng đế chế Thượng Saxon           | 1,322   | 2,707   |
| Vùng đế chế Hạ Saxon               | 1,322   | 2,707   |
| Tổng cộng                          | 12,000  | 28,000  |

Số liệu về lực lượng dự bị được cung cấp bởi mỗi Vùng Đế chế hầu như không thay đổi cho đến khi Đế quốc sụp đổ. Trên thực tế, lực lượng này được tổ chức thành một số trung đoàn độc lập. Trong một số trường hợp, tiền được nộp thay vì nam giới để thực hiện nghĩa vụ quân sự đối với triều đình.

## Tham chiến
- Chiến tranh Thổ Nhĩ Kỳ kéo dài (1593–1606)
- Chiến tranh phương Bắc lần thứ hai (1655-1660)
- Chiến tranh Scanian (1674–1679)
- Chiến tranh Chín Năm (1688–1697)
- Đại chiến Thổ Nhĩ Kỳ (1683–1699)
- Chiến tranh Kế vị Tây Ban Nha (1701–1714)